# 26255 Carmarques
26255 Carmarques è un asteroide della fascia principale. Scoperto nel 1998, presenta un'orbita caratterizzata da un semiasse maggiore pari a 2,2677931 UA e da un'eccentricità di 0,1518439, inclinata di 6,38524° rispetto all'eclittica.